# Wolfdale
Wolfdale è l'evoluzione del core Conroe per i processori Intel Core 2 Duo, destinati al settore desktop, arrivato il 20 gennaio 2008 e costituisce un anello di congiunzione tra l'architettura Core dei Core 2 Duo Conroe e la futura Nehalem, vera rivoluzione rispetto all'architettura standard dei processori odierni. Wolfdale non è quindi da considerarsi completamente un nuovo processore perché segue concettualmente la stessa architettura di Conroe.

## Caratteristiche tecniche

### Processo produttivo
La prima generazione della nuova architettura "Core", costruita a 65 nm, è costituita dai processori dual core Conroe, Merom e Woodcrest che, seppure indirizzati a diversi settori del mercato (desktop, mobile e server), condividono lo stesso layout di base. Anche per la seconda generazione, Intel continua per la stessa strada, producendo CPU mediante il nuovo processo produttivo a 45 nm, ancora basate su un progetto comune ma differenziate per i vari settori di mercato.
Per il mercato desktop, è arrivato Wolfdale, evoluzione a 45 nm del core Conroe, alla base dei Core 2 Duo. Si tratta, in sostanza, di un die shrink (ovvero un "ridimensionamento" o "ri-scalatura"). In pratica lo stesso design dual core a Die Monolitico costruito però con un processo produttivo più evoluto che permette di contenere i costi di produzione, diminuire i consumi e aumentare la resa produttiva. Il bus è quello a 1333 MHz introdotto con le ultime versioni di Conroe e, grazie al nuovo processo produttivo sono stati integrati 6 MB di cache L2 condivisa (contro i 4 MB di Conroe) di tipo associativo a 24 vie, ma il consumo massimo è rimasto invariato e cioè pari a 65 W. Il nuovo quantitativo di cache L2 e le altre migliorie introdotte nell'architettura Core grazie a tutta la nuova famiglia di CPU a 45 nm, hanno fatto aumentare di circa il 33% il numero di transistor di Wolfdale rispetto a Conroe, portandolo da 291 milioni a ben 410 milioni, ma grazie al nuovo processo produttivo, la superficie totale è diminuita del 25% passando da 143 mm² a soli 107 mm², consentendo quindi di migliorare ulteriormente la resa produttiva.

#### Nuove tecniche per produrre CPU a 45 nm
L'approccio produttivo per produrre le CPU Wolfdale è ovviamente quello a Die Monolitico, utilizzato anche nel predecessore Conroe, ma viene impiegata una nuova tecnica di produzione che prevede l'adozione di high-k dielectrics (strati dielettrici, quindi isolanti, ad alta costante k, ovvero "maggiormente isolanti") e metal gate transistors (transistor con terminale di gate metallizzato) a base di afnio. Stando a quanto dichiarato da Intel, questo permette di ridurre di circa il 30% la potenza richiesta per la commutazione on/off dei transistor, aumentando l'efficienza con un incremento del 20% della corrente, che si rispecchia direttamente in un aumento del 20% delle prestazioni.

#### Sfruttamento della cache L2
Nei processori dual core e multi core si pone il problema di come sfruttare la grande dotazione di cache L2 e come gestirne l'accesso da parte dei vari core. L'approccio a die monolitico cui si è accennato poco sopra è solo uno degli approcci possibili nella realizzazione, e ognuno di questi comporta pro e contro relativamente ai metodi di fruizione di questa preziosa memoria aggiuntiva. Buona parte di questi aspetti è evidenziata nella voce Architettura dual core#Architettura della cache condivisa, in cui si fa riferimento anche ad altri processori che sfruttano i differenti approcci.

### Tecnologie implementate
Come ormai abitudine per i chip Intel, anche Wolfdale eredita dal proprio predecessore tutte le tecnologie sviluppate nel corso degli anni. Quindi vi si trova il completo supporto a MMX, SSE, SSE2, SSE3, EM64T, XD-bit, SpeedStep e Vanderpool. Per la prima volta vengono implementate anche le nuove istruzioni SSE4 che dovrebbero migliorare le prestazioni velocistiche con varie applicazioni multimediali e di grafica 3D. Esse erano previste già con la prima generazione Conroe, ma furono poi rimandate ai progetti a 45 nm in favore di una più semplice ottimizzazione delle SSE3 già incluse. Più precisamente, nei processori appartenenti a questa seconda generazione dell'architettura "Core", sono state implementate solo 47 delle 54 istruzioni previste dal set SSE4 vero e proprio e per questo motivo Intel indica le nuove istruzioni inserite nelle evoluzioni a 45 nm dell'architettura Core, come SSE4.1 (dove .1 indica la prima versione); l'intero set delle istruzioni, indicato come SSE4.2 verrà incorporato solo nella futura architettura Nehalem, successiva alla Core.

## Wolfdale e Conroe a confronto
Già alcuni mesi prima dell'arrivo sui mercati delle soluzioni Wolfdale, in alcuni siti erano comparsi i risultati preliminari di un test che aveva messo a confronto un Core 2 Duo E6850, basato quindi su Conroe, con un modello E8400, basato quindi su Wolfdale. Si tratta di due CPU entrambe funzionanti a 3 GHz con BUS a 1333 MHz, e che si differenziano quindi solo per il diverso quantitativo di cache L2, il processo produttivo e ovviamente, le migliorie introdotte nell'architettura dei progetti a 45 nm di Intel.
Secondo questi test, Wolfdale offre un incremento prestazionale di circa il 2%/3% nell'utilizzo generale, e ottiene invece i maggiori vantaggi dallo sfruttamento delle istruzioni SSE4, quindi nelle applicazioni di codifica video. A fronte di questo però, il consumo e la temperatura d'esercizio è decisamente inferiore di circa 8°/13° a seconda del carico di lavoro della CPU. Inoltre quando si trova a pieno carico Wolfdale consuma circa 20 W in meno di Conroe.

## Variante economica di Wolfdale
Non è ancora certo, ma così come è stato presentato il core Allendale come versione ridotta di Conroe, dotato di metà cache L2, è possibile che anche per Wolfdale possa arrivare tale versione ridotta. Si tratterebbe del core Ridgefield, di cui però non si hanno più notizie ufficiali da molto tempo, che dovrebbe integrare solo 3 MB di cache L2 e diventare quindi il sostituto proprio di Allendale.
La mancanza di tali nootizie relative al core Ridgefield non esclude che le sue caratteristiche siano state inglobate nel progetto principale Wolfdale e, in effetti, già le prime versioni di processore Core 2 Duo con cache dimezzata, di 2 MB, venivano indicate da Intel come basate comunque su core Conroe invece che su Allendale. Queste ultime sono effettivamente arrivate sul mercato ma solo in un secondo tempo. Ad aprile 2008 è arrivato il primo Core 2 Duo a 45 nm con cache dimezzata a 3 MB ma Intel non ha dichiarato se esso sia basato su core Wolfdale o Ridgefield.

## Wolfdale anche sui server monoprocessore
Al pari di quanto fatto anche con il predecessore Conroe, Intel continua ad utilizzare il core pensato per l'ambito desktop, in questo caso Wolfdale, anche nel settore dei server monoprocessore basati su Xeon UP (unique processor), creando la nuova piattaforma Garlow. Si tratta in sostanza di usare le stesse versioni di processore destinate normalmente al mercato desktop in sistemi pensati per l'ambito server, quindi abbinati a particolari motherboard e memorie RAM con particolari requisiti di affidabilità e prestazioni. È un modo per creare soluzioni con gli stessi requisiti di un server, senza la necessità di implementare le costose soluzioni biprocessore Xeon DP.
Il primo modello annunciato da Intel per il settore dei server monoprocessore e che è arrivato nel corso del primo trimestre 2008 aveva il seguente costo d'acquisto:
- Xeon E3110 - 188 $

Un anno dopo è arrivata anche la versione LV a basso voltaggio dello stesso processore:
- Xeon L3110 - 224 $

In questo caso il Socket è rimasto comunque il 775, utilizzato anche nei desktop e non il 771, storicamente utilizzato negli Xeon bi e multiprocessore.

### Variante di Wolfdale per i server biprocessore: Wolfdale DP
Nel corso del 2007 si è saputo che il core Wolfdale sarebbe stato utilizzato anche nella variante Wolfdale DP indirizzata ai sistemi server biprocessore Xeon DP come evoluzione (sempre dual core) del core Woodcrest. Woodcrest infatti ha avuto una variante a 4 core, Clovertown, fin quasi dal momento della sua presentazione, e non si trattava quindi di un vero e proprio successore ma più che altro di un prodotto parallelo. Intel ha proseguito con questo approccio, utilizzando appunto Wolfdale DP come successore di Woodcrest, e Harpertown come evoluzione a 45 nm di Clovertown.

## Prezzi dei vari modelli al lancio
I vari modelli sotto fanno parte della serie E8x00 e i primi modelli arrivati sul mercato al momento del lancio avevano i seguenti prezzi:
- Core 2 Duo E8600 - 366 $
- Core 2 Duo E8500 - 266 $
- Core 2 Duo E8400 - 183 $
- Core 2 Duo E8200 - 163 $
- Core 2 Duo E8190 - 163 $

Il modello E8190 si differenzia dall'E8200 solo per l'assenza della tecnologia di virtualizzazione Vanderpool e Trusted Execution Technology.

## Modelli arrivati sul mercato
La tabella seguente mostra i modelli di Core 2 Duo e Xeon UP, basati su core Wolfdale, arrivati sul mercato. Molti di questi condividono caratteristiche comuni pur essendo basati su diversi core; per questo motivo, allo scopo di rendere maggiormente evidente tali affinità e "alleggerire" la visualizzazione alcune colonne mostrano un valore comune a più righe. Di seguito anche una legenda dei termini (alcuni abbreviati) usati per l'intestazione delle colonne:
- Nome Commerciale: si intende il nome con cui è stato immesso in commercio quel particolare esemplare.
- Data: si intende la data di immissione sul mercato di quel particolare esemplare.
- Socket: lo zoccolo della scheda madre in cui viene inserito il processore. In questo caso il numero rappresenta oltre al nome anche il numero dei pin di contatto.
- N°Core: si intende il numero di core montati sul package: 1 se "single core" o 2 se "dual core".
- Clock: la frequenza di funzionamento del processore.
- Molt.: sta per "Moltiplicatore" ovvero il fattore di moltiplicazione per il quale bisogna moltiplicare la frequenza di bus per ottenere la frequenza del processore.
- Pr.Prod.: sta per "Processo produttivo" e indica tipicamente la dimensione dei gate dei transistors (180 nm, 130 nm, 90 nm) e il numero di transistor integrati nel processore espresso in milioni.
- Voltag.: sta per "Voltaggio" e indica la tensione di alimentazione del processore.
- Watt: si intende il consumo massimo di quel particolare esemplare.
- Bus: frequenza del bus di sistema.
- Cache: dimensione delle cache di 1º e 2º livello.
- XD: sta per "XD-bit" e indica l'implementazione della tecnologia di sicurezza che evita l'esecuzione di codice malevolo sul computer.
- 64: sta per "EM64T" e indica l'implementazione della tecnologia a 64 bit di Intel.
- HT: sta per "Hyper-Threading" e indica l'implementazione della esclusiva tecnologia Intel che consente al sistema operativo di vedere 2 core logici.
- ST: sta per "SpeedStep Technology" ovvero la tecnologia di risparmio energetico sviluppata da Intel e inserita negli ultimi Pentium 4 Prescott serie 6xx per contenere il consumo massimo.
- VT: sta per "Vanderpool Technology", la tecnologia di virtualizzazione che rende possibile l'esecuzione simultanea di più sistemi operativi differenti contemporaneamente.

| Core 2 Duo       | Core 2 Duo  | Core 2 Duo | Core 2 Duo | Core 2 Duo | Core 2 Duo | Core 2 Duo     | Core 2 Duo | Core 2 Duo | Core 2 Duo | Core 2 Duo       | Core 2 Duo | Core 2 Duo | Core 2 Duo | Core 2 Duo | Core 2 Duo |
| Nome Commerciale | Data        | Socket     | N°Core     | Clock      | Molt.      | Pr.Prod.       | Voltag.    | Watt       | Bus        | Cache            | XD         | 64         | HT         | ST         | VT         |
| ---------------- | ----------- | ---------- | ---------- | ---------- | ---------- | -------------- | ---------- | ---------- | ---------- | ---------------- | ---------- | ---------- | ---------- | ---------- | ---------- |
| Core 2 Duo E8190 | 20/gen/2008 | 775        | 2          | 2,66 GHz   | 8x         | 45 nm 410 mil. | N.A.       | 65 W       | 1333 MHz   | L1=2x64KB L2=6MB | Sì         | Sì         | No         | Sì         | No         |
| Core 2 Duo E8200 | 20/gen/2008 | 775        | 2          | 2,66 GHz   | 8x         | 45 nm 410 mil. | N.A.       | 65 W       | 1333 MHz   | L1=2x64KB L2=6MB | Sì         | Sì         | No         | Sì         | Sì         |
| Core 2 Duo E8300 | 22/apr/2008 | 775        | 2          | 2,83 GHz   | 8,5x       | 45 nm 410 mil. | N.A.       | 65 W       | 1333 MHz   | L1=2x64KB L2=6MB | Sì         | Sì         | No         | Sì         | Sì         |
| Core 2 Duo E8400 | 20/gen/2008 | 775        | 2          | 3 GHz      | 9x         | 45 nm 410 mil. | N.A.       | 65 W       | 1333 MHz   | L1=2x64KB L2=6MB | Sì         | Sì         | No         | Sì         | Sì         |
| Core 2 Duo E8500 | 20/gen/2008 | 775        | 2          | 3,16 GHz   | 9,5x       | 45 nm 410 mil. | N.A.       | 65 W       | 1333 MHz   | L1=2x64KB L2=6MB | Sì         | Sì         | No         | Sì         | Sì         |
| Core 2 Duo E8600 | 10/ago/2008 | 775        | 2          | 3,33 GHz   | 10x        | 45 nm 410 mil. | N.A.       | 65 W       | 1333 MHz   | L1=2x64KB L2=6MB | Sì         | Sì         | No         | Sì         | Sì         |
| Xeon UP          |             |            |            |            |            |                |            |            |            |                  |            |            |            |            | Sì         |
| Xeon UP E3110    | mar/2008    | 775        | 2          | 3 GHz      | 9x         | 45 nm 410 mil. | N.A.       | 65 W       | 1333 MHz   | L1=2x64KB L2=6MB | Sì         | Sì         | No         | Sì         | Sì         |
| Xeon UP E3120    | 10/ago/2008 | 775        | 2          | 3,16 GHz   | 9,5x       | 45 nm 410 mil. | N.A.       | 65 W       | 1333 MHz   | L1=2x64KB L2=6MB | Sì         | Sì         | No         | Sì         | Sì         |
| Xeon UP L3110    | 25/feb/2009 | 775        | 2          | 3 GHz      | 9x         | 45 nm 410 mil. | 1,25 V     | 45 W       | 1333 MHz   | L1=2x64KB L2=6MB | Sì         | Sì         | No         | Sì         | Sì         |

Nota: la tabella soprastante è un estratto di quelle complete contenute nelle pagine del Core 2 Duo e Xeon.

## Il successore
Le notizie sul successore di Wolfdale non sono ancora molto chiare: certamente comunque si tratterà del primo core basato sulla futura architettura Nehalem (secondo l'approccio descritto in questa voce Intel (approccio ciclo evolutivo cpu)). Dato che la tendenza delle prossima architettura sarà quella di aumentare il numero di core a disposizione del sistema, è possibile identificare 2 successori comuni del core Wolfdale. Il prossimo processore dual core per il settore desktop sarà Havendale, ma costituirà in un certo senso una fascia medio bassa del mercato; si diffonderanno invece sempre di più i prodotti a 4 core, diventando la fascia media e medio alta del mercato, costituita dal processore Lynnfield.